# A Happy Life (岡崎律子の曲)
「A Happy Life」（ア・ハッピー・ライフ）は、岡崎律子の5枚目のシングル。1996年8月25日にトーラスレコードから発売された。

## 概要
- 同年5月25日に発売されたミニアルバム『A Happy Life』からのシングルカット[1]。
- 「A Happy Life」は、テレビ東京系列で放送された『情報!ソースが決め手』のエンディングテーマに使用された[2]。
- カップリングの「〜ハミング〜」は、テレビ東京系列で放送された『NEWSモーニングJAM』のコーナーソング（月曜〜金曜）として使用された[1]。
- 2007年に林原めぐみがカバーし、テレビ東京系列で放送されたテレビアニメ『がくえんゆーとぴあ まなびストレート!』のオープニングテーマに使用された[3]。

## 収録曲
（全作詞・作曲：岡崎律子、編曲：長谷川智樹）
1. A Happy Life [4:13]
  - テレビ東京系『情報!ソースが決め手』エンディングテーマ[2]
2. 〜ハミング〜 [3:01]
  - テレビ東京系『NEWSモーニングJAM』コーナーソング[1]
3. A Happy Life (オリジナル・カラオケ) [4:14]
4. 〜ハミング〜 (オリジナル・カラオケ) [2:59]

## 収録アルバム
| 曲名         | 収録アルバム                             | 発売日         | 規格品番  |
| ------------ | ---------------------------------------- | -------------- | --------- |
| A Happy Life | 『A Happy Life』                         | 1996年5月25日  | TACP-1004 |
| A Happy Life | 『Rain or Shine』                        | 1997年10月25日 | TACP-1008 |
| 〜ハミング〜 | 『Love&Life〜private works 1999-2001〜』 | 2005年5月5日   | UPCH-1405 |

## カバー
| 曲名         | アーティスト | 収録シングル     | 発売日       | 規格品番  |
| ------------ | ------------ | ---------------- | ------------ | --------- |
| A Happy Life | 林原めぐみ   | 「A Happy Life」 | 2007年2月7日 | KICM-1196 |